# 지방도 제1080호선
지방도 제1080호선(이방 ~ 내이선)은 대한민국 경상남도 창녕군 이방면 안리삼거리와 밀양시 내이동 국립식량과학원사거리를 잇는 경상남도의 지방도이다.
창녕군 북부 면지역과 읍내 지역을 잇는 역할을 하는 도로로, 창녕군 창녕읍을 남북으로 통과하며 장마면과 계성면을 경유하는 것이 특징이다. 창녕군 창녕읍에서 밀양시 무안면에 이르는 구간은 별다른 공사 없이 노선이 끊어져 있는 상태이며, 창녕읍내 중심가 구간과 밀양시 부북면에서 내이동에 이르는 구간은 왕복 4차로로, 나머지 구간은 왕복 2차로로 구성되어 있다.
우포늪 북쪽 지역을 경유하고 있어 우포늪을 방문하는 차량이 이용하는 도로이기도 하다.

## 연혁
- 2003년 2월 20일 : 노선 폐지 및 재지정으로 '이방 ~ 내일선'에서 '이방 ~ 내이선'이 됨[1][2]
- 2006년 2월 28일 : 창녕군 창녕읍 옥천리 수해유실 840m 구간 복구[3]
- 2009년 10월 15일 : 지방도 노선 조정[4]
- 2010년 4월 15일 : 밀양시 부북면 감천리 ~ 제대리 구간 1.48 km 개통[5]
- 2018년 12월 27일 : 무안 ~ 고라간 도로(밀양시 무안면 고라리 ~ 무안리) 5.1 km 구간 확장 개통, 기존 밀양시 무안면 고라리 ~ 중산리 2.19 km 구간 폐지[6]

## 주요 경유지
- 창녕군
  - 이방면 안리삼거리 - 내동교 - 초곡리 - 이방교 - 장재
  - 대합면 장재 - 주매리 - 신당리 - 신원교 - 토산리 - 소야리
  - 대지면 석리 - 대지초등학교 - 대지면 행정복지센터 - 모산리 - 대지교 - 효정리 - 창녕소방서 - 대지 교차로 - 갈전삼거리
  - 창녕읍 교리 - 영신버스터미널 - 오리정사거리 - 창녕시외버스터미널 - 제2창녕교 - 술정리 - 창녕서울병원 - 창녕교육지원청 - 창녕군보건소 - 낙영삼거리 - 말흘리 - 퇴천리 - 퇴천삼거리 - 창락교 - 창녕유치원(구 창락초등학교) - 용석교 - 외부리
  - 장마면 장가리 - (서장가)
  - 계성면 계성리 - 계창초등학교 - 계성교 - 사리 - 옥천1교
  - 창녕읍 옥천1교 - 옥천2교 - 옥천리 - 내천1교 - 내천2교 - 노단이저수지 - (미개통 구간)
- 밀양시
  - 무안면 (미개통 구간) - 고라리 - 사명대사유적지 - 중촌교 - 괴진교 - 중산교 - 무안초등학교 중산분교(폐교) - 중산리 - 무안농협 - 무안리 - 무안초등학교 - 신법삼거리 - 신법교 - 정곡리 - 서밀양 나들목 - 마흘리 - 마흘리고개(날뒤고개)
  - 부북면 마흘리고개(날뒤고개) - 못골 교차로 - 제대 교차로 - 감천교
  - 내이동 감천교 - 홈플러스 밀양점 - 국립식량과학원 - 국립식량과학원사거리

## 중복 구간
- 밀양시 무안면 무안농협 ~ 신법삼거리 : 국가지원지방도 제30호선과 중복

## 도로명
- 창녕군 이방면 안리삼거리 ~ 창녕읍 오리정사거리 : 우포2로
- 창녕군 창녕읍 오리정사거리 ~ 퇴천삼거리 : 창녕대로
- 창녕군 창녕읍 퇴천삼거리 ~ 장마면 (서장가) : 창녕장마로
- 창녕군 장마면 (서장가) ~ 계성면 계성교 북단 : 계성장마로
- 창녕군 계성면 계성교 북단 ~ 계성교 남단 : 영산계성로
- 창녕군 계성면 계성교 남단 ~ 창녕읍 내천1교 서단 : 계성화왕산로
- 창녕군 창녕읍 내천1교 서단 ~ 노단이저수지 : 옥천노단이길
- 밀양시 무안면 고라리 ~ 무안농협 : 사명대사생가로
- 밀양시 무안면 무안농협 ~ 신법삼거리 : 사명로
- 밀양시 무안면 신법삼거리 ~ 부북면 못골 교차로 : 무안로
- 밀양시 부북면 못골 교차로 ~ 내이동 국립식량과학원사거리 : 점필재로